# Keigwin Arms
Keigwin Arms, também conhecida por Keigwin House ou Keigwin Inn é uma casa medieval córnica, sendo a casa mais antiga da povoação de Mousehole, tendo sido a única sobrevivente da povoação de uma incursão espanhola na Guerra Anglo-Espanhola (1585–1604). Inicialmente construída como uma casa senhorial, pela família nobre Keigwin de Mousehole, foi, ao longo do tempo, tido várias funções ao longo do tempo, de residencial a pub.

## História
A casa, agora conhecida como Keigwin Arms, foi mandada erigir, entre os séculos XIV e XV, como residência da família nobre Keigwin, senhores de Mousehole. Durante o reinado dos Tudor, o proprietário da casa senhorial era o escudeiro Jenkyn Keigwin.
Durante a Guerra Anglo-Espanhola, a 23 de julho de 1595 Mousehole, juntamente com as outras povoações próximas na paróquia de Penzance, foram atacadas por soldados espanhóis. Com o ataque, Jenkyn Keigwin tentou defender-se e à sua comunidade, juntamente com proteger a sua casa. Com isto, foi morto, mas a sua casa poupada, tendo sido a única da povoação. Todas as outras casas foram incendiadas.
Com o passar do tempo, a casa deixou de ser ocupada pela família original, tendo no século XIX sido comprada por uma associação de metodistas, que fez dela um albergue local. Na década de 1930, a casa é novamente transformada e renovada, desta vez num pub.
Em 1893, foi fotografada pelo famoso fotógrafo Francis Frith.
A característica mais marcante do edifício é a fachada suspensa apoiada por dois pilares de granito. Hoje, a área abaixo é cercada com grades, mas ainda é facilmente reconhecível. Está fechada a visitantes atualmente. Recentemente, a casa esteve no mercado à venda por 750 mil libras.